# Coccosperma
Coccosperma es un género de plantas fanerógamas perteneciente a la familia Ericaceae.  Comprende 6 especies descritas y de estas, solo 3 aceptadas.

## Taxonomía
El género  fue descrito por Johann Friedrich Klotzsch y publicado en Linnaea 12: 215. 1838. species

## Especies aceptadas
A continuación se brinda un listado de las especies del género Coccosperma aceptadas hasta febrero de 2014, ordenadas alfabéticamente. Para cada una se indica el nombre binomial seguido del autor, abreviado según las convenciones y usos.
- Coccosperma areolatum N.E.Br.
- Coccosperma hexandrum (Klotzsch) Druce
- Coccosperma rugosum Klotzsch